# Project Highrise
Project Highrise è un videogioco di simulazione 2D dove il giocatore dovrà costruire e gestire una torre; il gioco è considerato il successore spirituale di SimTower. È stato pubblicato l'8 settembre 2016.
Dai dettagli che emergono in gioco, l'ambientazione sembrerebbe Chicago durante gli anni sessanta.

## Modalità di gioco
Il giocatore comincia con un semplice edificio composto da un piano terra e da un piano sotterraneo, entrambi larghi 20 "blocchi" (il "blocco" è l'unità con cui vengono misurati tutti gli elementi del gioco). Il piano sotterraneo contiene già un piccolo generatore di corrente e una stanza di servizio con i costruttori.
Avendo questi elementi di base il giocatore può quindi espandere la propria torre in orizzontale e in verticale (a seconda della dimensione di gioco scelta in fase di creazione partita), riempiendo i piani con uffici, negozi, appartamenti o ristoranti. Man mano che la torre si popola e si ingrandisce verranno rese quindi disponibili nuove stanze da costruire o versioni più grandi di quelle già disponibili (come, ad esempio, negozi a due piani).
I piani dovranno essere per forza collegati utilizzando delle scale o uno o più ascensori. A differenza di SimTower, però, gli ascensori non sono simulati e non sono quindi gestibili.
Oltre al gioco libero sono anche presenti degli scenari con obbiettivi prefissati.

## Mod
Il gioco supporta lo Steam Workshop per l'aggiunta di mod.

## Accoglienza
Il gioco ha una valutazione di 73/100 su Metacritic.